# اسپورلاتو
اسپورلاتو (به ایتالیایی: Esporlatu) یک کومونه در ایتالیا است که در استان ساساری واقع شده‌است.

## خصوصیات
اسپورلاتو ۱۸٫۳ کیلومترمربع مساحت و ۴۳۱ نفر جمعیت دارد و ۴۷۴ متر بالاتر از سطح دریا واقع شده‌است.